# イオン風

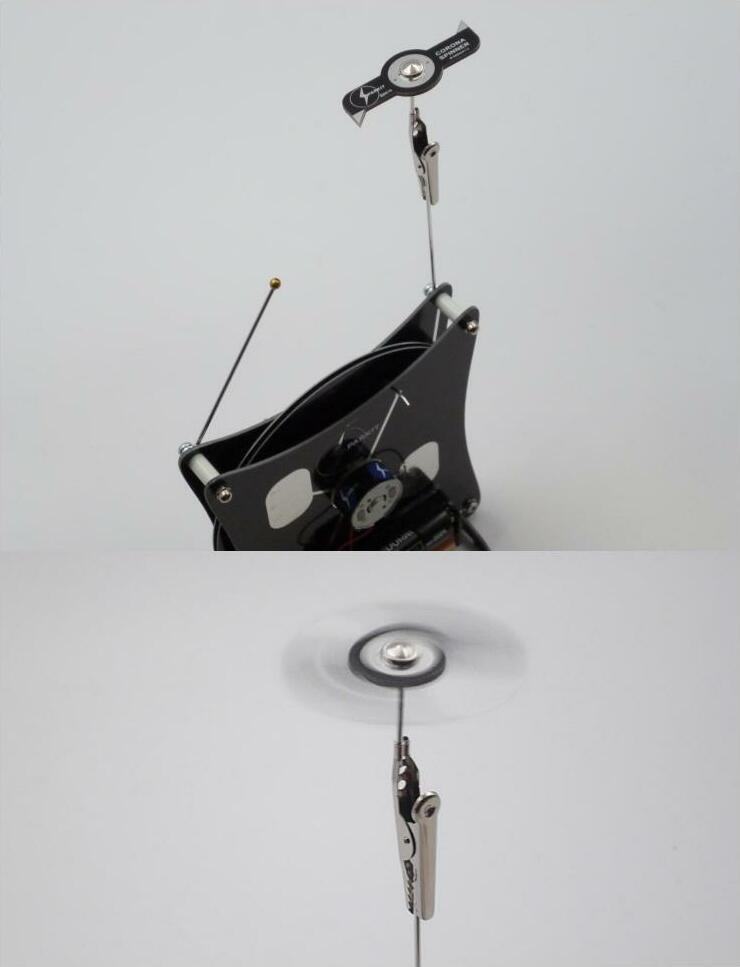
An electrostatic pinwheel, or corona spinner, attached to a small Wimshurst machine (electrostatic generator) is shown stationary and rotating

イオン風（Ion wind, ionic wind, corona wind or electric wind ）とは、高電圧を印加された鋭利な導体（尖端やブレードなど）の先端で発生するコロナ放電に関係する静電気力によって誘起される荷電粒子の気流である。イオン風は電気流体力学的現象である。イオン風発生装置は電気流体力学的スラスタとも呼ばれまる。
「イオン風」という用語は、この現象に主に関与するのは正イオンと負イオンのみであるという誤解から、誤った名称とみなされている。 2018年の研究では、負電圧期間中、電子は負イオンよりも大きな役割を果たすことが明らかになった。その結果、「電気風」(electric wind)という用語がより正確な用語として提案された。
この現象は現在、2018年に開発された可動部品を持たない最初の飛行機であるMITイオン風飛行機で使用されている。

## 原理
導体上の正味電荷（双極子に関連する局所電荷分布を含む）は、導体の外部表面のみに存在し（ファラデーケージ参照）、平坦な表面よりも鋭い点やエッジの周囲に集中する傾向がある。これは、鋭い導電点上の電荷によって生成される電界が、大きく滑らかな球状の導電シェル上に存在する同じ電荷によって生成される電界よりもはるかに強いことを意味する。この電界強度がコロナ放電開始電圧（CIV）勾配と呼ばれる値を超えると、先端周囲の空気が電離し、導電性の先端の暗闇の中で、かすかな紫色のプラズマジェットが確認できる。近傍の空気分子の電離により、帯電した先端と同じ極性を持つ電離空気分子がn個生成される。その後、先端は同じ電荷を持つイオン雲を反発し、イオン同士の反発によりイオン雲はすぐに膨張する。このイオンの反発により、先端から電気的な「風」が発生し、通常は先端の気圧変化によるシューというノイズを伴う。先端には反対の力が作用し、地面にしっかりと固定されていない場合は反動が生じる可能性がある。
羽根のない風力EHD発電機は逆の機能を実行し、周囲の風を使用してイオンを移動させ、集めたイオンから発電する。

## 効率
MITイオン風飛行機での実験では、速度4.8m/s、推力電力比5N/kW、エネルギー効率は2.6%だった。しかし、理論的には速度が上がれば効率は向上する。例えば、速度が毎秒300mに達するなら、効率は50％にもなり得る。

## 用途
空気清浄機の動力源としてファンの代わりに使用されたことがある。